# Gruppo tattico "Kup"jans'k"
Il Gruppo tattico "Kup"jans'k" (in ucraino Тактична група «Куп'янськ»?, Taktyčna hrupa «Kup"jans'k», TG "Kup"jans'k") è una formazione delle Forze terrestri ucraine, costituita durante l'invasione russa dell'Ucraina del 2022 e facente parte del Gruppo operativo-tattico "Starobil's'k", responsabile del settore settentrionale del fronte del Luhans'k nei pressi della città di Kup"jans'k.

## Storia
In seguito allo scoppio dell'invasione su vasta scala dell'Ucraina da parte della Russia l'esercito ucraino ha subito una rapida e importante espansione, costituendo 4 cosiddetti "gruppi operativi-strategici" per supervisionare le operazioni di combattimento, i quali a loro volta comprendono diversi gruppi tattici creati ad hoc per settori particolari del fronte. Il Gruppo "Kup"jans'k" gestisce le unità impiegate sulla linea del fronte nell'area circostante l'omonima città, dal confine russo con l'oblast' di Belgorod all'area di Svatove.
È stato costituito in seguito al successo della controffensiva ucraina nella regione di Charkiv nel settembre 2022, che ha portato alla liberazione di numerosi insediamenti tra i quali l'importante centro di Kup"jans'k. Nei mesi successivi la linea del fronte si è stabilizzata a est del fiume Oskol, e nel corso del 2023 e del 2024 le forze ucraine schierate nell'area sono state impegnate nella difesa dai tentativi russi di riconquistare il territorio perso.

## Comandanti
- Brigadier generale Artem Bohomolov (aprile 2024 - in carica)